# Giuseppe Bignami
Giuseppe Bignami (Genova, 25 febbraio 1917 – Mediterraneo Orientale, 15 giugno 1942) è stato un militare e marinaio italiano, decorato di medaglia d'oro al valor militare alla memoria nel corso della seconda guerra mondiale.

## Biografia

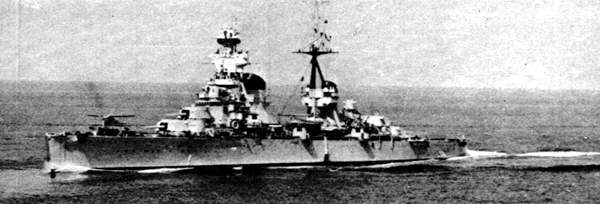
L'incrociatore pesante Trento in navigazione.

Nacque a Genova il 25 febbraio 1917. Nel 1936 fu ammesso a frequentare la Regia Accademia Navale di Livorno quale allievo del  Genio Navale uscendone con il grado di aspirante nel 1939. Nel luglio di quell'anno si imbarcò  sull'incrociatore pesante Pola. e poi frequentò la Scuola di ingegneria navale presso l'Università di Genova, ottenendo il grado di sottotenente nel dicembre 1939.
Dopo l'entrata in guerra del Regno d'Italia, avvenuta il 10 giugno 1940, fu promosso tenente di vascello nel dicembre dello stesso anno, si imbarcò sulla torpediniera Audace e, dal 22 giugno 1941, sull'incrociatore pesante Trento in qualità di Ufficiale Addetto allo scafo.
Nel giugno 1942 l'incrociatore, assieme ad altre unità, lasciò il porto di Taranto per intercettare un convoglio nemico, ma aerosiluranti inglesi lo presero a bersaglio, e il siluro lanciato da un Bristol Beaufort lo colpì, alle ore 05.15 del 15 giugno. In seguito a ciò si scatenò un vasto incendio nel locale caldaie, durante il quale egli coordinò e prese direttamente parte all'opera di spegnimento, operando infaticabilmente, in condizioni d'estremo pericolo, in locali dall'aria surriscaldata ed irrespirabile. L'unità fu riportata in condizioni di parziale efficienza, e il tenente si recò personalmente a verificare lo stato dello scafo presso un deposito di munizioni. 
Il nuovo siluro lanciato dal sommergibile inglese Umbra colpì l'incrociatore provocando l'esplosione di detto deposito uccidendolo. Il suo corpo si inabissò insieme al Trento.
Gli venne conferita la Medaglia d'oro al valor militare alla memoria. Una via di Fiumicino e una piazza di Genova portano il suo nome.

### Fonti
1. 1 2 3 4  Alberini, Prosperini 2016, p. 74.
2. 1 2 3  Combattenti Liberazione.
3. 1 2 3 4 5  Marina Difesa.
4. ↑  Medaglie d'oro al valor militare sul sito della Presidenza della Repubblica